# 데오도루 다 폰세카
마누에우 데오도루 다 폰세카(포르투갈어: Manuel Deodoro da Fonseca, 1827년 8월 5일 ~ 1892년 8월 23일)는 브라질의 군인이며, 군사 쿠데타를 지휘하여 황제 페드루 2세를 퇴위시키고 브라질 초대 대통령이 되었다.

## 생애
알라고아스주의 군인 가정의 3남으로 태어났다. 그가 태어난 알라고아스 주의 도시는 후에 그와 그의 형 세베리누 마르칭스 다 폰세카 남작을 기념해 마레샬 테오도루라 부르고 있다. 데오도루는 군인으로써 경력을 쌓고, 1848년 페르남부쿠주에서 일어난 프라이에이라 반란을 진압하였다. 같은해 유럽 대륙에서 일어난 1848년 혁명에서 촉발된 반란이 일어나, 빈 체제가 붕괴된것과는 대조적으로 브라질 제국은 아직 연명할 수 있었다. 테오도로는 파라과이 전쟁(1864년 ~ 1870년)에 육군 대위로 참전하고, 1884년 육군원수에 이어 최고사령관 자리에 올랐다. 그의 자질과 용맹, 군사적 재능과 당당한 모습이 그를 <나라의 상징>으로 올려 놓은 것이었다.
그 후 히우그란지두술주 주지사가 된 폰세카는 상파울루의 벤자민 콘스탄트 보텔류 및 후이 바르보자 등의 공화주의 지식인과 교류를 가졌다. 1886년 경계심을 갖게 된 제국 정부는 공화주의자 체포명령을 하였으나, 데오도루는 리우데자네이루로 가서 노예제 폐지를 지지하는 군벌의 지휘를 이어받았다.
황제 페드루 2세는 10년 전에 노예제를 폐지한다고 주장하고, 자신의 노예를 1840년에 해방시켰으나, 경제에 타격을 주지 않아야 한다고 말하고 시간을 들여 노예제 폐지를 해야 한다고 믿고 있었다. 결국 황제의 장녀 이자베우 공주가 3번째 섭정을 맡고 있던 1888년에 노예제폐지가 완료되었다. 노예제 폐지에 분노한 과두정치 집정자들이 그 후 쿠데타에 참여했다. 데오도루의 명성은 그를 황제를 퇴위시킬 군사 쿠데타의 주모자로 만들게 했다.
1889년 11월 15일 그는 브라질 합중국의 신헌법을 제정하는 국민의회로 불리는 임시정부의 수반이 되었다. 그러나 이미 그는 문민 공화주의 지도자와 대립했다. 1891년 2월 26일 실시된 대통령 선거에서 의회에 군사적 압력을 가하고 있던 그는 근소한 차로 과반수를 얻어 초대 대통령에 당선되었다. 수일 후, 그는 킨타 다 보아 비스타(리우데자네이루의 옛 궁전, 현재 브라질 국립박물관)에서 대통령 취임 선서를 했다.
폰세카 정권은 정치적으로나 사적으로 부통령 플로리아누 페이쇼투에 대해 적대감을 가지고 있었다. 토리스항을 민간 회사에 개방하고, 프랑스 황제 나폴레옹 3세을 위해 단결시킨 내셔널리즘의 성공 등이 합쳐져, 횡포한 법령에 대한 의사 방해 등으로 여러 차례 의회 내에서 강력하게 대립하는 구도였다. 부통령 페이쇼투와 연대한 의회내 저항세력은 강력했고, 국민감정은 악화되었다. 이 상태가 정점에 달한 1891년 11월 3일은 폰세카가 국가 비상사태를 선언하고, 국민의회를 해산시킨 때였다. 해산에 반대하는 그룹은 해군제독 쿠스토지우 조제 지 멜루를 포함한 해군 간부들로부터 지지를 받았다. 폰세카는 내전의 문턱까지 왔다는 것을 깨닫고, 1891년 11월 23일 대통령 자리에서 물러나면서, 페이쇼투 부통령에게 자리를 넘겨주었다. 그 후 그는 1892년 8월 23일 리우데자네이루에서 사망했다.

## 역대 선거 결과
| 선거명      | 직책명          | 대수 | 정당   | 득표율 | 득표수 | 결과 | 당락 |
| ----------- | --------------- | ---- | ------ | ------ | ------ | ---- | ---- |
| 1891년 선거 | 브라질의 대통령 | 1대  | 무소속 | 55.13% | 129표  | 1위  |      |

## 같이 보기
- 브라질의 대통령 목록